# Chalybion tibiale
Chalybion tibiale är en biart som först beskrevs av Johan Christian Fabricius 1781.
Chalybion tibiale ingår i släktet Chalybion och familjen grävsteklar. Inga underarter finns listade i Catalogue of Life.